# Stupa blanc du temple Miaoying
Le stūpa blanc du temple Miaoying (chinois : 妙应寺白塔 ; pinyin : miàoyīng sì báitǎ ; litt. « tour blanche du temple Miaoying »), est un chörten (version lamaïque du stūpa bouddhique), construit en 1271, à l'établissement à Pékin de la dynastie Yuan, par Kubilai Khan. Elle est située dans le temple Miaoying.
Il est classé dans la liste des sites historiques et culturels majeurs protégés au niveau national, pour Pékin (zh), depuis le 4 mars 1961, au numéro de catalogue 1-74.
Elle est conçue par le polytechnicien newar Araniko, venu à Pékin en 1271, à la cour de Kubilai Khan.